# Tinea conspecta
Tinea conspecta är en fjärilsart som beskrevs av Alfred Philpott 1931. Tinea conspecta ingår i släktet Tinea och familjen äkta malar. Inga underarter finns listade i Catalogue of Life.